# معدنة

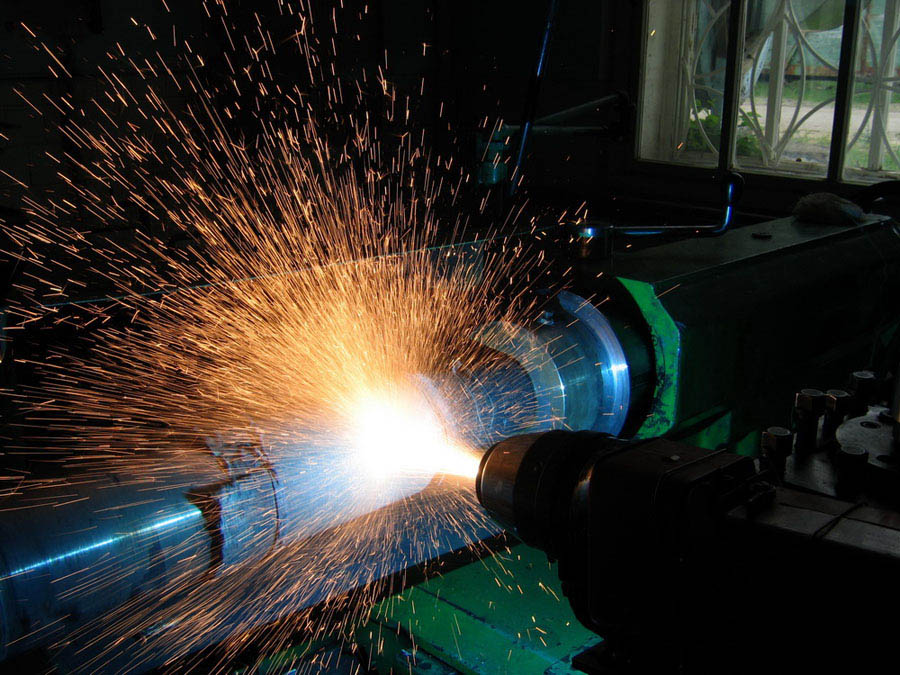

المَعدنة هو الاسم العام لعملية طلاء أسطح الأجسام بمعدن معين. قد تستخدم هذه العملية بهدف التزيين أو لحماية الأجسام أو لاستخدامات أخرى.
لقد بدأت عمليات المعدنة منذ صنع المرآة الزجاجية عندما اكتشف يوستوس فون ليبيغ في عام 1835م عملية طلاء الأسطح الزجاجية بالفضة، مما جعل المرآة الزجاجية واحدة من أقدم الأشياء التي تمت معدنتها. حيث نَمَت عملية طلاء الأجسام غير المعدنية الأخرى بسرعة مع إدخال اللدائن في الصناعة.